# Spinanomala benderitteri
Spinanomala benderitteri är en skalbaggsart som beskrevs av Louis Burgeon 1932. Spinanomala benderitteri ingår i släktet Spinanomala och familjen Rutelidae. Inga underarter finns listade i Catalogue of Life.